# Anton Camenzind
Anton Camenzind (auch Anton Kammenzind) (* 23. Mai 1825 in Gersau; † 29. November 1888 in Ennetbürgen) war ein Schweizer Politiker. Von 1883 bis 1888 gehörte er als Vertreter der Liberalen dem Regierungsrat des Kantons Nidwalden an.

## Leben
Anton Camenzind wurde als Sohn des Spinnereibesitzers und Schwyzer Landammanns Josef Maria Camenzind in Gersau im Kanton Schwyz geboren. Dort besuchte er auch die Schule. Im Jahr 1839 eröffnete die Familie Camenzind eine Seidenspinnerei in Buochs und ein Teil zog nach Nidwalden. Anton Camenzind wurde 1849 gemeinsam mit seinen Brüdern Bernardin und Damian Teilhaber der Fabrik, die bis 1876 bestand. Anton Camenzind heiratete Pauline Nussbaumer.
Auf lokaler Ebene begann seine Karriere als Mitglied des Gemeinderates von Ennetbürgen im Jahr 1868. Zwei Jahre später war Anton Camenzind bereits Gemeindepräsident. Zudem wurde er in den Kirchenrat gewählt und 1871 sogar Kirchmeier (Präsident des Kirchenrats). 
Als erster Ausserkantonaler machte Anton Camenzind auch Karriere auf politischer Ebene. Im Jahr 1877 wurde er Mitglied im Kantonsgericht, 1880 Vizepräsident dieses Gerichts. An der Landsgemeinde 1883 wählte ihn das Volk als ersten Nichtnidwaldner in den Regierungsrat. Er blieb fünf Jahre lang bis zu seinem Tod Mitglied der Nidwaldner Regierung.